# Petit cycle de l'eau

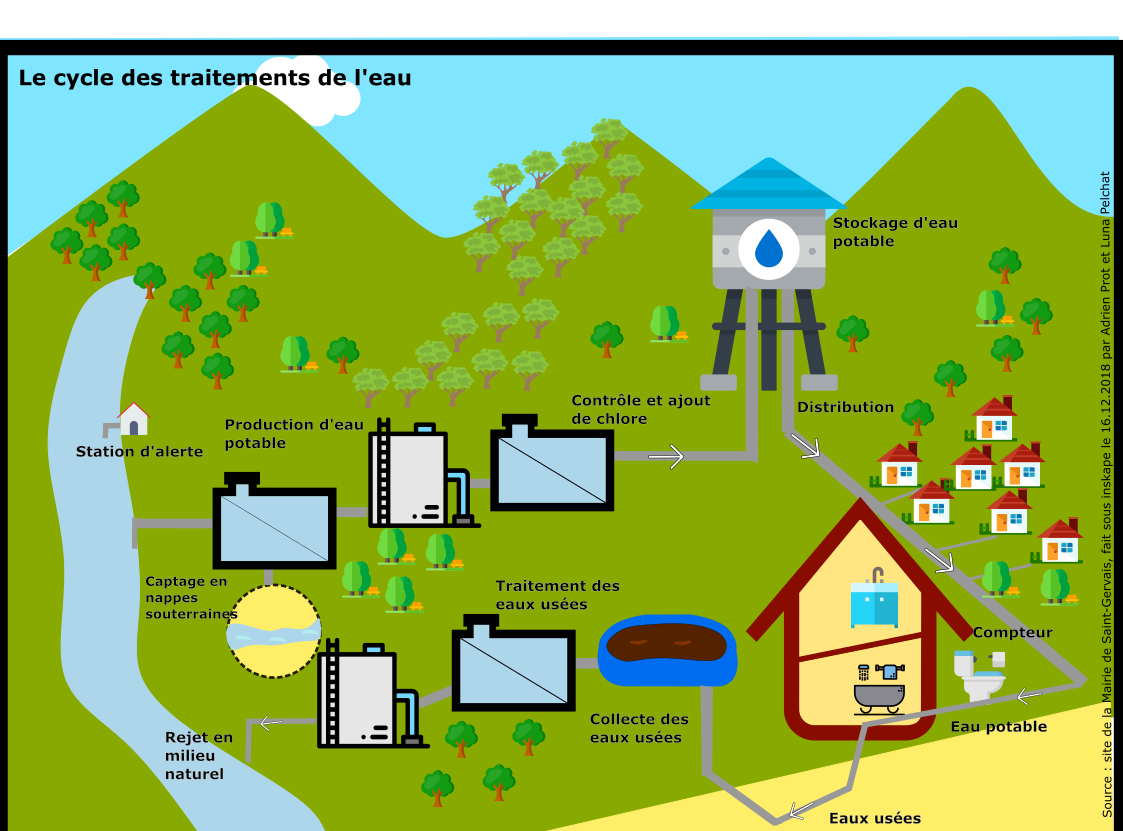
Schéma des différentes étapes du petit cycle de l'eau.

Le petit cycle de l'eau correspond à l'ensemble des transferts d'eau mis en jeu entre son pompage jusqu'à son rejet dans le milieu naturel après avoir été consommée par l'être humain. Ce cycle comprend donc l'eau potable et les eaux usées.
Le petit cycle de l'eau contient sept étapes,,, :
1. Le prélèvement d'eau depuis le milieu naturel, par exemple depuis un cours d'eau ou un aquifère ;
2. La production d'eau potable pour la rendre consommable sans danger pour les êtres humains ;
3. Le stockage de l'eau potable dans des réservoirs pour assurer la disponibilité de l'eau ;
4. La distribution de l'eau potable vers les utilisateurs (zones résidentielles, agricoles, industrielles) ;
5. La collecte et l'acheminement de l'eau consommée et désormais usée ;
6. Le traitement des eaux usées (qu'il soit collectif ou non) pour limiter les pollutions du milieu naturel ;
7. Le rejet dans l'environnement. L'eau pourra de nouveau être pompée, complétant ainsi la boucle.